# Tenente de voo
Tenente de voo é um posto da categoria de Oficial em diversas forças armadas que foram influenciadas ao longo da história pela Real Força Aérea. Na hierarquia NATO, é classificado como OF-2, o equivalente a Tenente na Força Aérea Portuguesa.

## Origens
O posto originou-se na Marinha Real como um título de posto para tenentes navais servindo no Royal Naval Air Service (RNAS). As promoções ao posto foram anunciadas pela primeira vez em 30 de junho de 1914. Caiu em desuso quando o RNAS se fundiu com o Royal Flying Corps durante a Primeira Guerra Mundial, mas foi revivido em 1919 na RAF do pós-guerra.
Em 1º de abril de 1918, a RAF recém-criada adotou seus títulos de oficial a partir do Exército Britânico, com tenentes do Royal Naval Air Service (intitulados como tenentes de voo e comandantes de voo) e capitães do Royal Flying Corps tornando-se capitães da RAF. Em resposta à proposta de que a RAF deveria usar seus próprios títulos de classificação, foi sugerido que a RAF pudesse usar as patentes de oficiais da Royal Navy, com a palavra "ar" inserida antes do título de classificação naval. Por exemplo, o posto atual de tenente de voo seria "tenente do ar". Embora o Almirantado se opusesse a esta simples modificação de seus títulos de patente, foi acordado que a RAF poderia basear muitos de seus títulos de patente de oficial em patentes de oficial da marinha com diferentes termos pré-modificados. Também foi sugerido que os capitães da RAF poderiam ser nomeados líderes de voo. No entanto, o título de tenente de voo foi escolhido porque os voos eram normalmente comandados por capitães da RAF e o termo tenente de voo era usado no Royal Naval Air Service. O posto de tenente de voo da RAF foi introduzido em agosto de 1919 e tem sido usado continuamente desde então.